# امنیت انرژی و فناوری تجدیدپذیر
مزایای زیست‌محیطی فناوری‌های انرژی تجدید پذیر به‌طور گسترده‌ای شناخته‌شده‌اند، اما نقشی که آن‌ها می‌توانند در امنیت انرژی داشته باشند کمتر شناخته‌ شده‌است. فناوری‌های تجدید‌پذیر می‌توانند امنیت انرژی را در تولید برق، تأمین گرمایش و حمل‌ و نقل افزایش دهند.

## امنیت انرژی
دسترسی به انرژی ارزان در عملکرد اقتصادهای مدرن ضروری شده‌است. با این‌حال، توزیع نابرابر منابع سوخت فسیلی در میان کشورها و نیاز مبرم به دسترسی گسترده به منابع انرژی به آسیب‌پذیری‌های چشم‌گیری منجر شده‌است. تهدیدهای امنیت انرژی جهانی شامل بی‌ثباتی سیاسی کشورهای تولیدکننده انرژی، دستکاری در منابع انرژی، رقابت بر سر منابع انرژی، حملات به زیرساخت‌های تأمین انرژی و همچنین، بلایای طبیعی می‌شوند. در نتیجه، امنیت انرژی از بسیاری از ابعاد، امری اساسی است و لذا، بیش از پیش به محوریت مسائل حقوقی و سیاسی مربوط به موضوعات اجتماعی، اقتصادی و توسعه تبدیل شده‌است.
با توجه به اینکه تغییر آب‌وهوا در حال حاضر سختی‌های آب و هوایی و اقلیمی بیشتری، حوادث هسته‌ای فوکوشیما ۱ در ژاپن توجه تازه‌ای را به نحوه آسیب‌پذیری دستگاه‌های انرژی ملی به بلایای طبیعی جلب کرده‌است. این تهدیدها برای سیستم‌های انرژی قدیمی ما برهانی برای سرمایه‌گذاری در انرژی تجدید پذیر ارائه می‌دهد. گذار به انرژی تجدید پذیر "می‌تواند ما را در تحقق اهداف دوگانه کاهش انتشار گازهای گلخانه‌ای، درنتیجه محدود کردن اثرات شدید آینده آب‌وهوا و اقلیم و حصول اطمینان از فراهم کردن انرژی به‌صورت قابل‌اتکا، به هنگام و مقرون‌ به‌ صرفه یاری کند". سرمایه‌گذاری در انرژی تجدید پذیر می‌تواند سودهای قابل‌توجهی برای امنیت انرژی ما داشته باشد.

## حمل‌ونقل
چشم‌انداز انرژی جهانی آژانس بین‌المللی انرژی ۲۰۰۶ نتیجه می‌گیرد اگر افزایش تقاضا برای نفت بدون کنترل رها شود، آسیب‌پذیری اختلال شدید در عرضه و متعاقب آن، افزایش‌های ناگهانی قیمت در کشورهای مصرف‌کننده تشدید می‌شود. سوخت‌های زیستی تجدیدپذیر برای حمل‌ونقل منبع کلیدی برای تنوع‌بخشی به فراورده‌های نفتی به‌شمار می‌رود. سوخت‌های زیستی به‌دست‌آمده از غلات و چغندر در مناطق معتدل نیز نقش دارند اما نسبتاً گران‌قیمت بوده و بهره‌وری انرژی و ذخایر دی‌اکسید کربن آن‌ها متفاوت است. سوخت‌های زیستی حاصل از نیشکر و سایر محصولات زراعی گرم‌سیری پر محصول بسیار مقرون‌ به‌ صرفه‌تر و سودمندتر است. اما همه سوخت‌های زیستی نسل اول در نهایت با تولید مواد غذایی برای زمین، آب و دیگر منابع به رقابت می‌پردازند. تلاش بیشتری مورد نیاز است تا فناوری‌های سوخت‌های زیستی نسل دوم، مانند پالایشگاه‌های زیستی و اتانول سلولزی به توسعه یافته و تجاری‌سازی شود که امکان تولید انعطاف‌پذیر سوخت‌های زیستی و محصولات مرتبط را از بخش‌های غیرخوراکی گیاهان فراهم می‌کنند.
طبق اظهارات آژانس بین‌المللی انرژی (IEA)، تجاری‌سازی اتانول سلولزی موجب می‌شود سوخت‌های اتانولی نسبت به آنچه قبلاً تصور می‌شد، در آینده نقش بسیار بزرگ‌تری ایفا کند. اتانول سلولزی را می‌توان اساساً از ماده گیاهی الیاف سلولز غیرخوراکی ساخت که ساقه‌ها و شاخه‌های بیشتر گیاهان را شکل می‌دهد. محصولات اختصاصی انرژی، مانند علف جایگزین نیز منابع سلولزی نویدبخشی هستند که ممکن است در بسیاری از مناطق ایالات‌متحده تولید شود.

## گرمایش
در کشورهایی که وابستگی فزاینده به گاز وارداتی مسئله امنیت انرژی بغرنجی است، فناوری‌های انرژی تجدید پذیر می‌تواند منابع جایگزین تولید برق و همچنین از طریق تولید حرارت مستقیم جایگزین نیاز به برق باشد. آژانس بین‌المللی انرژی پیشنهاد می‌کند سهم مستقیم انرژی تجدید پذیر را می‌توان برای گرمایش فضای خانگی یا تجاری بکار برد و گرمایش فرایند صنعتی را باید با دقت بیشتری موردبررسی قرار داد. حرارت حاصل از منابع خورشیدی، زمین‌گرمایی و پمپ‌های حرارتی به‌طور فزاینده‌ای اقتصادی هستند اما برنامه‌های دولت اغلب این موضوع را که پذیرش عمومی را ارتقاء داده و انگیزه برای برق تجدید پذیر و بهره‌وری انرژی ایجاد می‌کند، نادیده می‌گیرد.
دستگاه‌های گرمایش خورشیدی فناوری شناخته‌شده‌ای هستند و به‌طور کلی از کلکتورهای خورشیدی، یک سیستم مایع برای انتقال گرما از کلکتور به نقطه مصرف و یک انباره یا مخزن برای ذخیره‌سازی گرما تشکیل می‌شوند. از این سیستم‌ها می‌توان برای گرمایش آب گرم خانگی، استخرهای شنا یا خانه‌ها و کسب‌ و کارها استفاده کرد. از این گرما همچنین می‌توان برای کاربردهای فرایندهای صنعتی یا به‌عنوان انرژی ورودی برای کاربردهای دیگر مانند تجهیزات خنک‌کننده استفاده کرد. در بسیاری از اقلیم‌های گرم‌تر، یک سیستم گرمایش خورشیدی می‌تواند درصد بسیار بالایی (۵۰ تا ۷۵٪) از انرژی آب گرم خانگی را فراهم کند.

## تولید برق
وقتی شبکه برق به‌طور فزاینده نسبت به کاستی‌های ناشی از خرابی تجهیزات، حمله عمدی یا حتی فعالیت لکه خورشیدی آسیب‌پذیر می‌شود، خطر یک شکست بزرگ در شبکه ملی افزایش می‌یابد. استقرار فناوری‌های تجدید پذیر معمولاً تنوع منابع برق را افزایش می‌دهد و از طریق تولید محلی به انعطاف‌پذیری سیستم و مقاومت آن در برابر شوک‌های مرکزی کمک می‌کند. آژانس بین‌المللی انرژی اظهار می‌کند که توجه در این حوزه بیش از حد بر روی تنوع تولید برق تجدید پذیر معطوف شده‌است. با این‌ حال، این تنها در فناوری‌های تجدید پذیر خاصی اعمال می‌شود، یعنی عمدتاً نیروی باد و پانل‌های فتوولتاییک خورشیدی و اهمیت آن به طیف وسیعی از عوامل شامل نفوذ علاقه‌مندان انرژی‌های تجدید پذیر در بازار، تعادل نیروگاه و ارتباط گسترده‌تر سیستم و همچنین انعطاف‌پذیری طرف تقاضا بستگی دارد. تنوع به‌ ندرت مانعی برای افزایش استقرار انرژی تجدید پذیر خواهد بود. اما در سطوح بالای نفوذ در بازار تجزیه و تحلیل و مدیریت دقیق ضروری است و ممکن است برای پشتیبانی یا اصلاح سیستم هزینه‌های اضافی موردنیاز باشد.
در حال حاضر عرضه برق تجدید پذیر با بیش از ۲۰–۵۰٪ حوزه نفوذ در چند سیستم اروپایی اجرا شده‌است، البته در چارچوب یک سیستم شبکه یکپارچه اروپایی:
در سال ۲۰۱۰، چهار ایالت آلمانی، بالغ بر ۱۰ میلیون نفر، برای ۴۳–۵۲ درصد از نیازهای برق سالانه خود متکی بر نیروی باد شدند. دانمارک هم با تأمین ۲۲ درصد انرژی خود از باد در ۲۰۱۰ (۲۶٪ متوسط سالیانه) چندان عقب نیست. منطقه اکسترمادورا اسپانیا بیش از ۲۵٪ برق خود را از انرژی خورشیدی به دست می‌آورد، در حالی که کل کشور ۱۶ درصد نیاز خود را از باد تأمین می‌کند. فقط در طول ۲۰۰۵–۲۰۱۰، پرتغال از ۱۷ درصد به ۴۵ درصد برق تجدید پذیر جهش کرد.
شرکت تعاونی برق مینکوتا، شرکت برق برجسته ایالات متحده در ۲۰۰۹، ۳۸ درصد از فروش خرده‌فروشی خود را از باد تأمین کرد.
آموری لاوینز فیزیکدان گفته‌است که کوبا در پی صدها مورد خاموشی زیر در ۲۰۰۵، سیستم انتقال برق خود را به‌صورت ریز شبکه‌های به‌هم‌پیوسته دوباره سازمان‌دهی کرد و با محدود کردن آسیب حتی پس از دو طوفان، وقوع خاموشی‌ها را طی دو سال به صفر رساند. ریز شبکه‌های جزیره‌ای به‌هم‌پیوسته دیدگاه لاوینز را به‌گونه‌ای توصیف می‌کنند که در آن انرژی به‌صورت محلی از انرژی خورشیدی، انرژی باد و دیگر منابع تولیدشده و توسط ساختمان‌های فوق‌العاده کارآمد به مصرف می‌رسد. وقتی هر ساختمان یا محله در ارتباط با «جزایر» انرژی دیگر، انرژی خود را تولید کند، امنیت کل شبکه تا حد زیادی افزایش می‌یابد.

## نیروگاه ترکیبی
نیروگاه ترکیبی، پروژه‌ای که ۳۶ تأسیسات بادی، خورشیدی، زیست‌توده و برق‌ آبی را در سراسر آلمان به هم متصل کرده، نشان داده است که ترکیب منابع تجدید پذیر و کنترل مؤثرتر می‌تواند نوسانات کوتاه‌مدت نیرو را متعادل کرده و نیروی برق مطمئن با ۱۰۰ درصد انرژی تجدید پذیر فراهم کند.

## تأثیر حقوق اختلاف سرمایه‌گذار خارجی
استدلال شده‌است که حقوق حل‌ و فصل اختلاف بین سرمایه‌گذار و دولت ممکن است مکانیزمی برای سرمایه‌گذاران صنایع پرکربن جهت منع سیاست‌های دولت از ترویج فناوری‌های انرژی تجدید پذیر ایجاد کند. بااین‌حال، به نظر می‌رسد حل‌ و فصل اختلافات از طریق داوری یا مذاکره بین‌المللی نیز ابزار مفیدی برای حمایت از سرمایه‌گذاری در انرژی پایدار بوده و از عهده معضلات به‌ هم‌ پیوسته مربوط به امنیت، تهدیدهای زیست‌محیطی و توسعه پایدار برآید.